# Bibb Graves
David Bibb Graves, né le 1er avril 1873 et mort le 14 mars 1942, est un homme politique démocrate américain. Il est gouverneur de l'Alabama entre 1927 et 1931, puis entre 1935 et 1939.

## Biographie
Il nomme en 1937 son épouse Dixie Bibb Graves sénatrice de façon intérimaire.